# P. K. Nair
P. K. Nair (Paramesh Krishnan Nair; Malayalam പി.കെ നായർ; * 6. April 1933 in Thiruvananthapuram, Travancore; † 4. März 2016 in Pune, Maharashtra) war ein indischer Filmarchivar und Direktor des National Film Archive of India, der sich in besonderem Maße um die Bewahrung des indischen Filmerbes verdient gemacht hat.

## Leben
Nair entdeckte sein Interesse für Film in den frühen 1940er Jahren mit mythologischen tamilischen Filmen wie K. Subramanyams Ananthasayanam (1942). Er erlangte 1953 einen naturwissenschaftlichen Abschluss an der University of Kerala. 1958 ging er gegen den Rat seiner Familie nach Bombay, um Filmemacher zu werden. Er lernte einige Zeit unter Mehboob Khan, musste jedoch feststellen, dass er für diese Arbeit nicht geeignet war.
Stattdessen bewarb er sich beim neu gegründeten Film and Television Institute of India als Bibliotheksassistent und wurde im März 1961 eingestellt. Bei dieser Arbeit in der Campusbibliothek mit Literatur zum Filmhandwerk und einer kleinen Sammlung von Filmen erkannte er die Notwendigkeit eines separaten Filmarchivs und setzte sich für dessen Schaffung ein. 1964 wurde das National Film Archive of India offiziell gegründet.
Nair wurde 1965 Filmkuratorassistent des Archivs und befasste sich mit der Zusammenstellung von Filmen für die Filmvermittlungskurse des FTII. Im Laufe der Zeit sammelte er etwa 8000 indische Filme und dazu mehrere tausend ausländische Filme für das Archiv. Zu seinen wichtigsten Erwerbungen gehören zwei Stummfilme von Dhundiraj Govind Phalke: Raja Harishchandra (1913) und Kaliya Mardan (1919) – die letzten verbliebenen Filmrollen Phalkes, die Nair in den 1960er Jahren bei der Familie des Regisseurs noch ausfindig machen konnte. Auch Filme aus den großen Studios der 1930er und 1940er Jahre Bombay Talkies, New Theatres, Minerva Movietone, Wadia Movietone, Gemini Pictures und der AVM Film Company beschaffte er: darunter P. C. Baruas Devdas (1936), Franz Ostens Achhut Kanya (1936), Jeevan Naiya (1936) und Kangan (1939), S. S. Vasans Chandralekha (1948) und Uday Shankars Kalpana (1948). Zu spät kam Nair bei der Suche nach dem ersten indischen Tonfilm Alam Ara: Ardeshir Iranis Sohn hatte die letzte Nitratkopie des Films bereits ohne Wissen seines Vaters für ihren Silberpreis verkauft. Eine echte archivarische Auswahl gab es erst für Filme ab den 1950er Jahren. Aus der Zeit davor nahm Nair alles zum Archiv, dessen er habhaft werden konnte, da der weit überwiegende Teil des indischen Filmschaffens dieser Zeit nicht mehr existent ist.
Nair wurde 1982 zum Direktor des NFAI befördert und behielt diesen Posten bis zu seiner Pensionierung im April 1991. Sein Nachfolger im Amt wurde Suresh Chabria.
Nair half bei der Gründung des International Film Festival of Kerala 1994, blieb dem Filmfestival eng verbunden und besuchte es jährlich. Im Jahre 2008 wurde er mit dem Satyajit Ray Memorial Award der Asian Film Foundation ausgezeichnet.
Der Filmregisseur Shivendra Singh Dungarpur, selbst Absolvent des FTII, schuf 2012 den fast dreistündigen Dokumentarfilm Celluloid Man über P. K. Nair. Er wurde mit zwei National Film Awards der Dokumentarfilmsparte ausgezeichnet. Bei den Dreharbeiten 2011 mussten sie feststellen, dass die Lagerbedingungen im Archiv nicht mehr den Erfordernissen eines Filmarchivs entsprachen und der Bestand verwahrlost war.
P. K. Nair starb im März 2016 im Alter von 82 Jahren in Pune an Herzversagen.